# Гулейкарі
Гулейкарі (груз. გულეიკარი) — село в Грузії.
За даними перепису населення 2014 року в селі проживає 321 особа.